# 멕시코 야구 국가대표팀
멕시코 야구 국가대표팀은 국제 경기에 멕시코를 대표하여 참가하는 야구 국가대표팀이다. 2023년 월드 베이스볼 클래식에서는 사상 처음으로 3위를 달성했다. 

## 역대 대회 성적
올림픽
- 2020년 - 6위

### 월드 베이스볼 클래식 성적
- 2006년 - 2라운드 진출
- 2009년 - 2라운드 진출
- 2013년 - 1라운드 탈락
- 2017년 - 1라운드 탈락
- 2023년 - 3위

### 프리미어12 성적
- 2024년 WBSC 프리미어12 - 1라운드

### 팬아메리칸 게임성적
- 동메달: 1951, 1963, 2003, 2007